# 宇陀市立大宇陀小学校
宇陀市立大宇陀小学校（うだしりつ おおうだしょうがっこう）は、奈良県宇陀市大宇陀西山にある公立小学校。
校区が広く、本郷・宮奥の両地域からはスクールバスでの通学となっている。

## 沿革
- 1873年（明治7年）3月 - 誠道館松山小学校として創立。
- 1887年（明治20年）5月 - 組合立宇陀高等小学校が開校。
- 1900年（明治33年）4月 - 松山尋常小学校を松山町立とする。
- 1901年（明治34年）4月 - 神戸村立西山尋常小学校が開校。
- 1910年（明治43年）4月 - 松山尋常小学校と組合立宇陀高等小学校が統合し、松山町立松山尋常高等小学校となる。神戸村立西山尋常小学校に高等科を併設し、神戸村立西山尋常高等小学校と改称。
- 1930年（昭和5年）4月 - 西山尋常高等小学校を神戸尋常高等小学校と改称。
- 1941年（昭和16年）4月1日 - 松山尋常高等小学校を松山町立松山国民学校と、神戸尋常高等小学校を神戸村立神戸国民学校と改称。
- 1942年（昭和17年）2月11日 - 宇陀郡大宇陀町が発足したのに伴い、両校とも大宇陀町立となる。
- 1947年（昭和22年）4月1日 - 両校が統合し、大宇陀町立大宇陀小学校となる。
- 1958年（昭和33年）3月 - 弥栄分校を廃止統合。
- 1963年（昭和38年）4月 - 大宇陀町立宮奥小学校を統合。
- 1972年（昭和47年）9月 - 旧校歌制定。
- 1986年（昭和61年）4月 - 大宇陀町立本郷小学校を統合。
- 2006年（平成18年）1月1日 - 宇陀市発足に伴い、宇陀市立大宇陀小学校と改称。
- 2010年（平成22年）4月 - 大宇陀小学校、守道小学校、田原小学校を再編統合、宇陀市立大宇陀小学校として新設開校。
- 2013年（平成25年）4月 - 宇陀市立野依小学校を統合。

## 通学区域
- 宇陀市旧大宇陀町域

公立中学校に進学する場合は宇陀市立大宇陀中学校へ進学する。

## 周辺
- 宇陀市大宇陀地域事務所（旧大宇陀町役場）
- 宇陀市立大宇陀中学校
- 奈良県立大宇陀高等学校
- 大宇陀郵便局
- 宇陀松山 - 重要伝統的建造物群保存地区
- 森野旧薬園
- 本郷の瀧桜（又兵衛桜）
- 道の駅宇陀路 大宇陀
- あきののゆ
- 国道166号
- 国道370号
- 宇陀川

## アクセス
- 奈良交通 西山停留所にて下車